# 武藤信義
武藤信義（日语：／ Mutō Nobuyoshi，1868年9月1日—1933年7月27日），日本西海道肥前國杵島郡（今佐賀縣杵島郡白石町牛間田）人，

## 生平
武藤信義出生於佐賀市。曾進入佐賀師範學校。之後進入陸軍士官學校，明治二十五年（1892年）畢業。大正八年（1919年）1月15日就任参謀本部第1部長。大正十年（1922年）11月24日就任参謀次長。昭和七年（1932年）8月8日擔任關東軍司令官一職。並兼任滿洲國駐在特命全权大使與關東長官。掌握滿洲的軍事、行政、外交。同年9月15日與滿洲國國務總理鄭孝胥簽訂《日滿議定書》，維持滿洲國內的治安。武藤遂成為首任日本駐滿大使。1933年（昭和八年、大同二年）發動熱河戰役，將熱河收入滿洲境內。5月3日，獲得元帥稱號。7月27日卒於滿洲國新京。